# Sphenomorphus mindanensis
Sphenomorphus mindanensis este o specie de șopârle din genul Sphenomorphus, familia Scincidae, descrisă de Taylor 1915. A fost clasificată de IUCN ca specie cu risc scăzut. Conform Catalogue of Life specia Sphenomorphus mindanensis nu are subspecii cunoscute.